# Lista de representantes permanentes da Suíça nas Nações Unidas
Esta é uma lista de representantes permanentes da Suíça, ou outros chefes de missão, junto da Organização das Nações Unidas em Nova Iorque.
A Suíça foi admitida como membro das Nações Unidas a 10 de setembro de 2002.
| Início | Término | Representante permanente (Chefe de missão) | Cargo                    | Credenciais |
| ------ | ------- | ------------------------------------------ | ------------------------ | ----------- |
| 2002   | 2004    | Jenö Staehelin                             | Representante permanente | 2002-10-01  |
| 2004   | 2010    | Peter Maurer                               | Representante permanente | 2004-09-16  |
| 2010   | 2015    | Paul Seger                                 | Representante permanente | 2010-06-04  |
| 2015   | atual   | Jürg Lauber                                | Representante permanente | 2015-09-08  |